# جواو إيغور أوليفيرا دي سانتانا
جواو إيغور أوليفيرا دي سانتانا هو لاعب كرة قدم برازيلي في مركز الوسط، ولد في 14 مارس 1996 في Jardinópolis, São Paulo ‏ في البرازيل. لعب مع نادي سانتوس.

## وصلات خارجية
- جواو إيغور أوليفيرا دي سانتانا على موقع قاعدة بيانات كرة القدم.إي يو (الإنجليزية)
- جواو إيغور أوليفيرا دي سانتانا على موقع Soccerway.com (الإنجليزية)